# Bioley-Magnoux
Bioley-Magnoux ist eine politische Gemeinde im Distrikt Jura-Nord vaudois des Kantons Waadt in der Schweiz. Der Namenszusatz Magnoux dient zur Unterscheidung von der Gemeinde Bioley-Orjulaz.

## Geographie
Bioley-Magnoux liegt auf 573 m ü. M., 8 km südöstlich der Bezirkshauptstadt Yverdon-les-Bains (Luftlinie). Das Strassenzeilendorf erstreckt sich auf einer Geländeterrasse am östlichen Talhang der Mentue, im Molassehügelland des nördlichen Waadtländer Mittellandes.
Die Fläche des 4,3 km² grossen Gemeindegebiets umfasst einen Abschnitt des Hügellandes zwischen der Orbeebene und der Broye. Der westliche Teil des Gebietes wird von der Talniederung der Mentue und des von Westen mündenden Sauteru eingenommen. In einem schmalen Zipfel reicht Bioley-Magnoux am westlichen Talhang hinauf bis zum Bauernhof La Cerniaz (556 m ü. M.). Nach Osten erstreckt sich der Gemeindeboden über den Hang und die Terrasse von Bioley-Magnoux, im Norden vom Tal des Baches Les Vernettes, im Süden von demjenigen der Augine begrenzt, bis auf die Höhe im Waldgebiet Bois de la Faye, wo mit 715 m ü. M. der höchste Punkt der Gemeinde erreicht wird. Von der Gemeindefläche entfielen 1997 6 % auf Siedlungen, 27 % auf Wald und Gehölze, 66 % auf Landwirtschaft und etwas mehr als 1 % war unproduktives Land.
Zu Bioley-Magnoux gehören einige Einzelhöfe. Die Nachbargemeinden von Bioley-Magnoux sind im Südwesten Oppens, im Nordwesten Orzens, im Norden Donneloye, im Osten Montanaire und im Süden Ogens.

## Bevölkerung
Mit 252 Einwohnern (Stand 31. Dezember 2023) gehört Bioley-Magnoux zu den kleinen Gemeinden des Kantons Waadt. Von den Bewohnern sind 92,9 % französischsprachig, 5,3 % deutschsprachig und 1,2 % portugiesischsprachig (Stand 2000). Die Bevölkerungszahl von Bioley-Magnoux belief sich 1850 auf 268 Einwohner, 1900 auf 293 Einwohner. Danach wurde aufgrund starker Abwanderung bis 1980 eine Abnahme um mehr als 50 % auf 143 Einwohner verzeichnet; seither hat die Bevölkerung wieder leicht zugenommen.

## Wirtschaft
Bioley-Magnoux lebt noch heute hauptsächlich von der Landwirtschaft, insbesondere vom Ackerbau und von der Viehzucht. Ausserhalb des primären Sektors gibt es nur relativ wenige Arbeitsplätze im Dorf. Vom Mittelalter bis ins 20. Jahrhundert waren an der Mentue mehrere Mühlen, Sägereien und Gerbereien in Betrieb. In den letzten Jahrzehnten hat sich Bioley-Magnoux allmählich zu einer Wohngemeinde entwickelt. Zahlreiche Erwerbstätige sind deshalb Wegpendler, die vor allem in Yverdon arbeiten.

## Verkehr
Die Gemeinde liegt abseits der grösseren Durchgangsstrassen. Die Hauptzufahrt erfolgt von Donneloye. Durch einen Postautokurs, der von Bercher nach Thierrens verkehrt, ist Bioley-Magnoux an das Netz des öffentlichen Verkehrs angeschlossen.

## Geschichte
Frühestes Zeugnis einer Besiedlung des Gebietes sind Gräber aus dem Frühmittelalter. Die erste urkundliche Erwähnung des Ortes erfolgte 1228 unter dem Namen Biolai. Später erschienen die Bezeichnungen Bioley-Magnou und Bioley-Magnoud. Bioley ist vom französischen Wort boulaie (Birkenhain) abgeleitet, Magnoux geht auf das lateinische Wort magnus (gross) zurück.
Bioley-Magnoux bildete seit dem Mittelalter eine Herrschaft, die 1225 durch Abtrennung von der Herrschaft Saint-Martin entstand. Die Herrschaft wurde 1246 von Peter von Savoyen gekauft und in der Folge als Lehen an die Herren von Bioley übergeben. Die Herrschaft erfuhr im Lauf der Zeit zahlreiche Besitzerwechsel; von 1359 bis 1608 gehörte sie der Familie de Goumoëns. Um die Burg entwickelte sich im 13. Jahrhundert ein kleines Burgstädtchen.
Mit der Eroberung der Waadt durch Bern im Jahr 1536 kam Bioley-Magnoux unter die Verwaltung der Landvogtei Yverdon, bildete darin aber eine Kastlanei mit eigenem Gerichtshof. Nach dem Zusammenbruch des Ancien Régime gehörte das Dorf von 1798 bis 1803 während der Helvetik zum Kanton Léman, der anschliessend mit der Inkraftsetzung der Mediationsverfassung im Kanton Waadt aufging. 1798 wurde es dem Bezirk Yverdon zugeteilt.

## Sehenswürdigkeiten
Die heutige Kirche von Bioley-Magnoux wurde 1825 erbaut und in den 1980er Jahren restauriert. Das Schloss auf einer Anhöhe über der Mentue stammt in seinem Kern aus dem 12. Jahrhundert, wurde aber später mehrfach umgebaut und restauriert; 1635 wurde ein kleines Wachtürmchen angefügt. Karl der Kühne, Herzog von Burgund, machte die Burg zu seinem Quartier, bevor er Anfang Juni 1476 zur Schlacht bei Murten aufbrach. Der im Lauf der Zeit baufällig gewordene Bergfried stürzte 1890 ein und wurde in der Folge abgetragen. Eine umfassende Restauration wurde 1972 ausgeführt. Heute ist das Schloss in Privatbesitz und der Öffentlichkeit nicht zugänglich; gleichzeitig ist es der Sitz der Jonas-Stiftung. Vom ehemaligen Burgstädtchen sind nur noch einzelne Überreste der Befestigung sichtbar.